# 2831 Стевін
2831 Стевін (2831 Stevin) — астероїд головного поясу, відкритий 17 вересня 1930 року.
Тіссеранів параметр щодо Юпітера — 3,617.
Названо на честь фламандського математика-універсала Сімона Стевіна, нід. Simon Stevin, (1548-1620).